# Macaca nigrescens
Macaca nigrescens là một loài động vật có vú trong họ Cercopithecidae, bộ Linh trưởng. Loài này được Temminck mô tả năm 1849.

## Hình ảnh

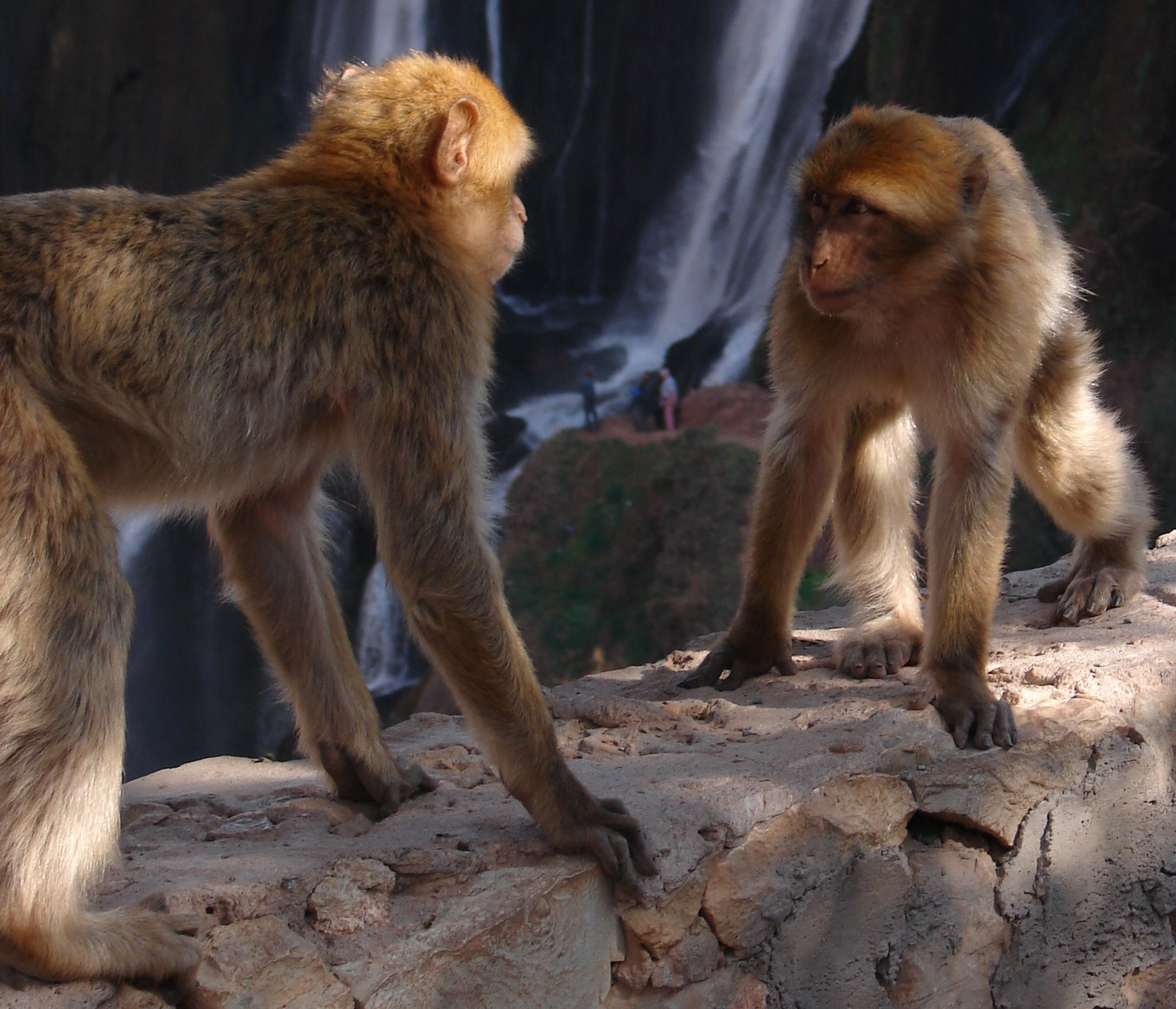
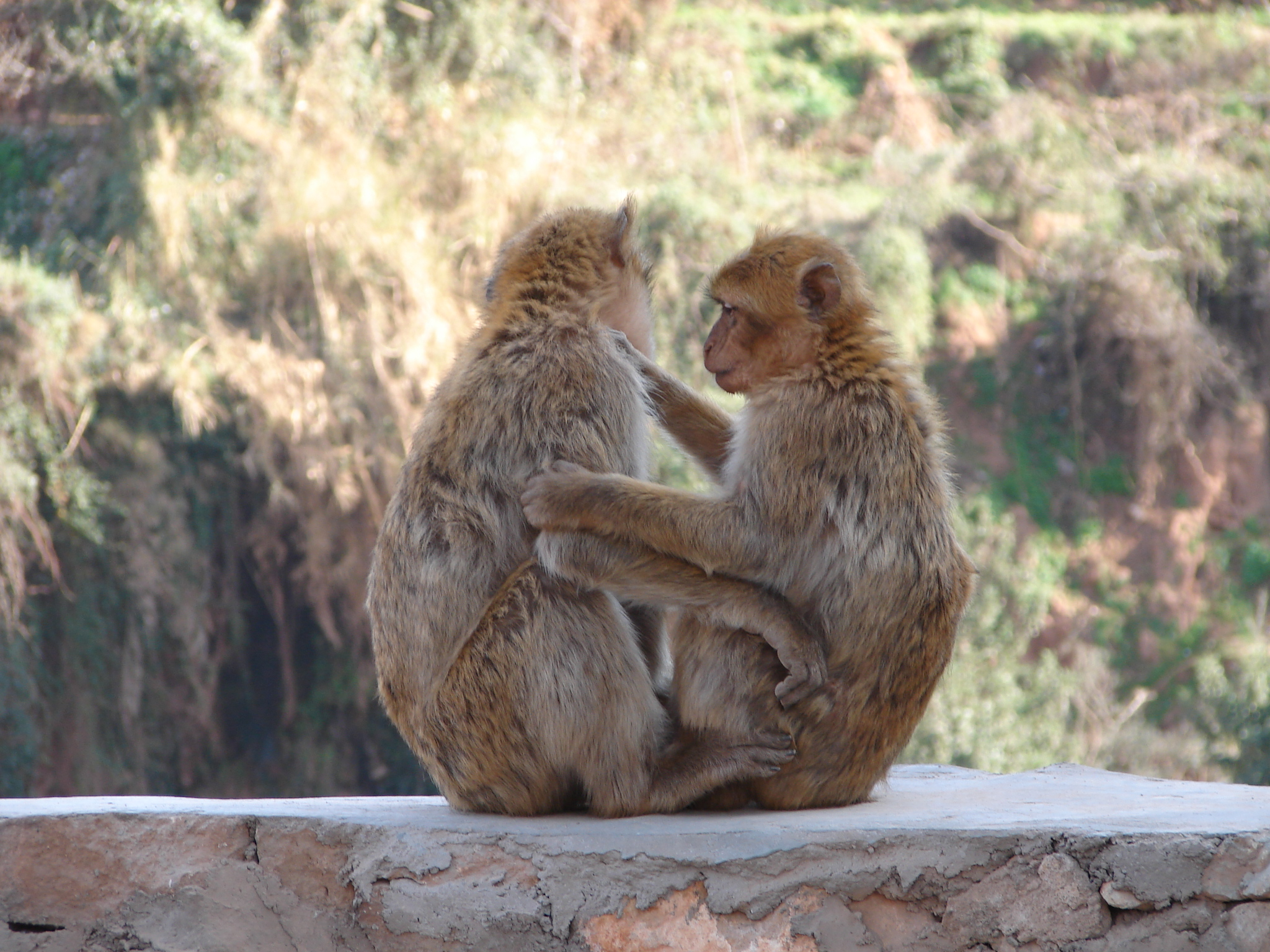
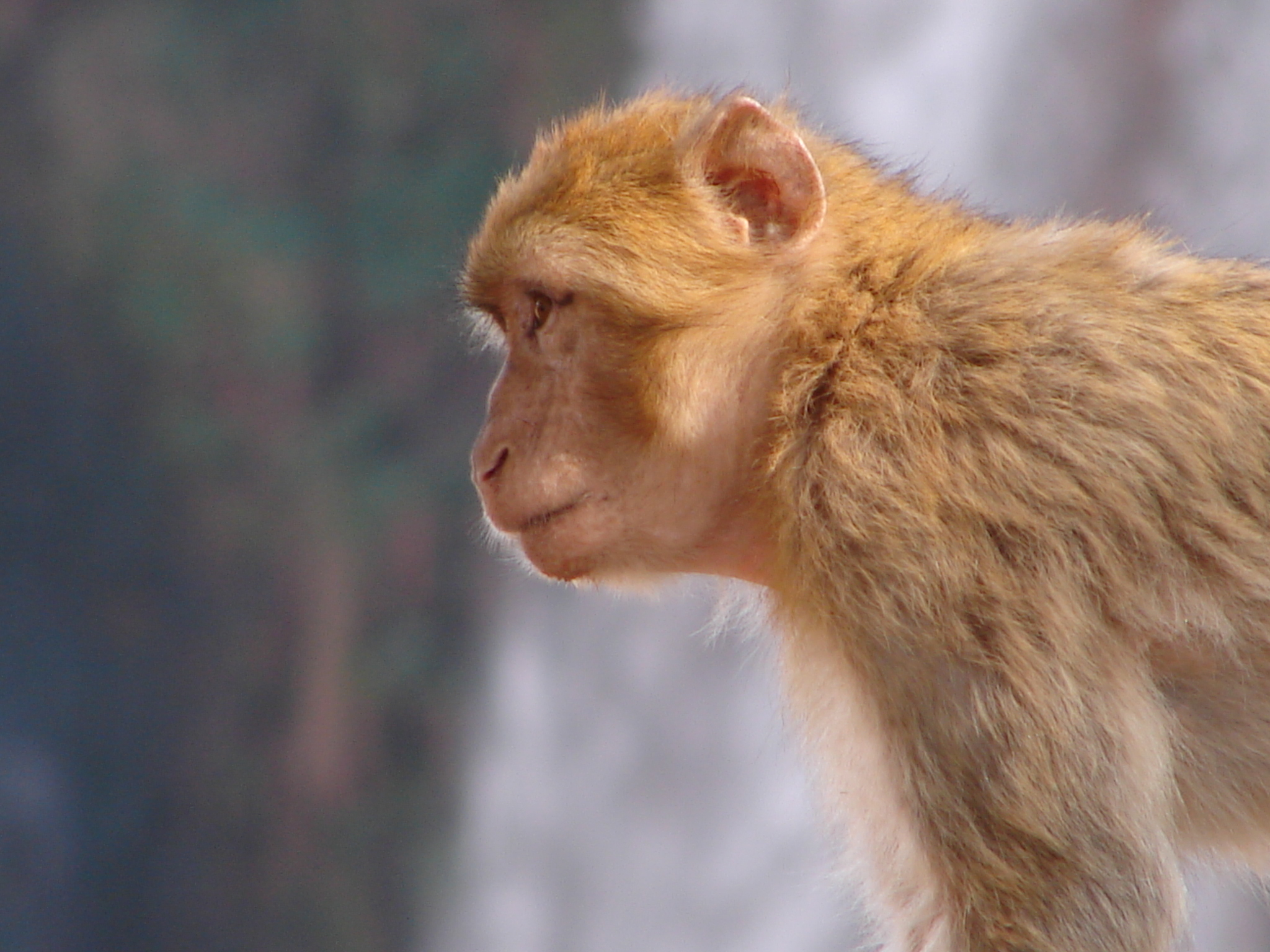
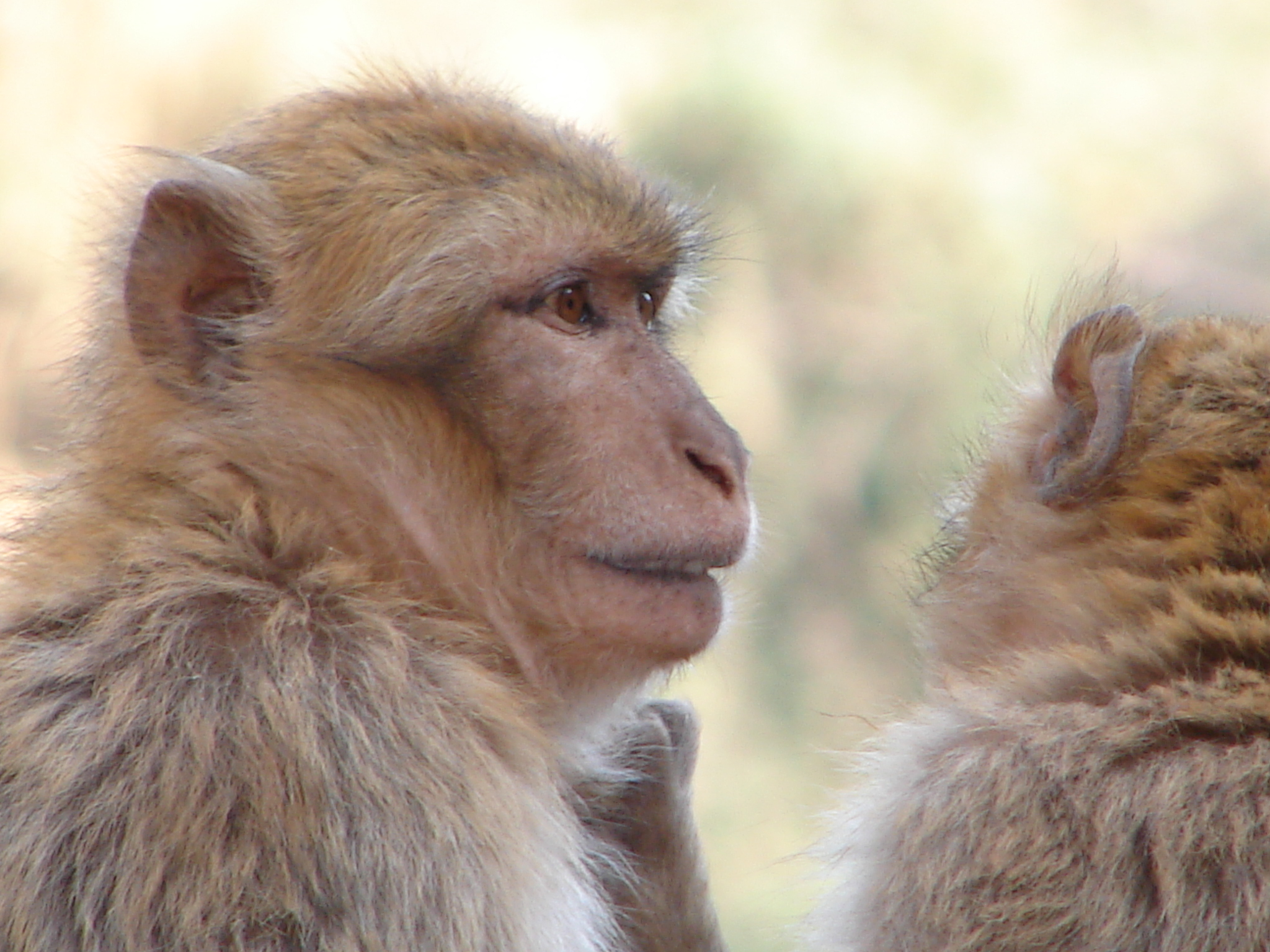